# فريتز أرندت
فريتز أرندت (بالألمانية: Fritz Arndt)‏ هو كيميائي ألماني، ولد في 6 يوليو 1885 في هامبورغ في ألمانيا، وتوفي بنفس المكان في 8 ديسمبر 1969.